# Ich und meine Frau
Ich und meine Frau è un film del 1953 diretto da Eduard von Borsody.

## Produzione
Fu il terzo film prodotto dalla Paula Wessely Filmproduktion GmbH, una casa di produzione fondata dall'attrice nel 1950. In circa dieci anni, la compagnia produsse undici film.

## Distribuzione
Distribuito dalla Gloria Filmverleih AG, uscì nelle sale cinematografiche della Germania Ovest proiettato in prima a Stoccarda il 4 agosto, mentre in Austria il film uscì il 28 agosto 1953.